# Manuel Segundo Ordóñez
Manuel Segundo Ordóñez (18 de noviembre de 1859 - 30 de julio de 1940) fue un político argentino, gobernador interino de la provincia de Córdoba entre 1909 y 1910.

## Datos biográficos
Ocupó numerosos cargos de importancia a lo largo de su carrera política, manifestando siempre una fuerte militancia católica y alineándose con el conservadurismo de la provincia, en el PAN primero y en el Partido Demócrata después.
Fue senador provincial por el departamento Sobremonte desde 1901, ocupando una banca en la cámara alta cordobesa durante tres períodos hasta 1910. En 1909 fue elegido presidente provisorio del cuerpo. Ese mismo año el poder ejecutivo de la provincia fue intervenido por el gobierno nacional, sin afectar a las cámaras legislativas. Cuando el interventor Eliseo Cantón se alejó de su cargo, en noviembre de 1909, delegó el gobierno provincial en Ordóñez en su carácter de presidente del senado.
El 30 de abril de 1910 Ordóñez finalizó su mandato de senador, debiendo abandonar la gobernación interina. Lo sucedió el presidente de la cámara de diputados, Absalón D. Casas.
La intervención federal de 1909 impulsó la reorganización de los conservadores de Córdoba, formándose el denominado Partido Constitucional al cual adhirió Ordóñez. Dicho partido sería antecedente del Partido Demócrata, en cuya representación fue diputado nacional entre 1912 y 1916. A principios de la década de 1920 presidió la Sociedad Rural de Córdoba.
Entre 1924 y 1926 fue senador provincial en representación de la capital. Falleció en 1940.